# Paolo Bortoluzzi
Paolo Bortoluzzi (* 17. Mai 1938 in Genua; † 16. Oktober 1993 in Brüssel) war ein italienischer Tänzer.

## Leben
Bortoluzzi studierte Tanz in seiner Heimatstadt und in Mailand, wo er Maurice Béjart auffiel, der ihn daraufhin in sein Ballet du XXe siècle aufnahm. Eine glückliche Begegnung für Bortoluzzi, der zufällig in der Tanzwelt ein paar Jahre früher gekommen war, um seine Kondition zu verbessern. Béjart bat ihn, in die neue Gesellschaft zu kommen. Bis 1972 wird es einer der Stars des Unternehmens teilnehmen und an der Mehrzahl seiner Shows, insbesondere im Jahr 1964 mit Duska Sifnios, der Solist im zweiten Satz von Beethovens Neunter Symphonie. Béjart sagte von ihm, dass er die Freude des Tanzes verkörpere.
Im Jahr 1966 spielte er Romeo und Julia Bortoluzzi mit den Partner Laura Proenca. Im Jahr 1968 spielte er und nahm an der Choreographie von Baudelaire und Bhakti. Im Jahr 1969 schuf er die Musik von Xenakis’ Nomos Alpha, ein echtes Stück Kunst, die die außergewöhnlichen Stilmittel Licht gebracht.
Im Jahr 1970 spielte er die Firebird 1971 und die Rolle der Spectre der Rose in Nijinsky, Clown de Dieu. Im selben Jahr spielte er Chant du compagnon errant von Mahlers Musik. Diese historische Choreographie von Béjart erlaubte ihm, mit den anderen großen Namen in der Tanz des Jahrhunderts, Rudolf Nurejew zu konkurrieren.
Im Jahr 1972 verließ er das Ballet du XXe siècle zu Rollen im klassischen Repertoire, wo er sich mit einer Präsenz auf der Bühne von Kraft und Eleganz etablieren konnte. Er wurde in den wichtigsten Unternehmen der Welt und dem American Ballet Theater in New York, wo sie bis 1981 vor allem in Schwanensee, Giselle und Hoffmanns Erzählungen tanzten, als étoile eingeladen.
Im Jahr 1981 wurde er Direktor der Mailänder Scala Ballet in Mailand, später im Jahr 1984 leitete er das Ballet Düsseldorf. Im Jahr 1990 wurde er zum Direktor des Tanztheaters von Bordeaux ernannt.